# 廣島庫夫

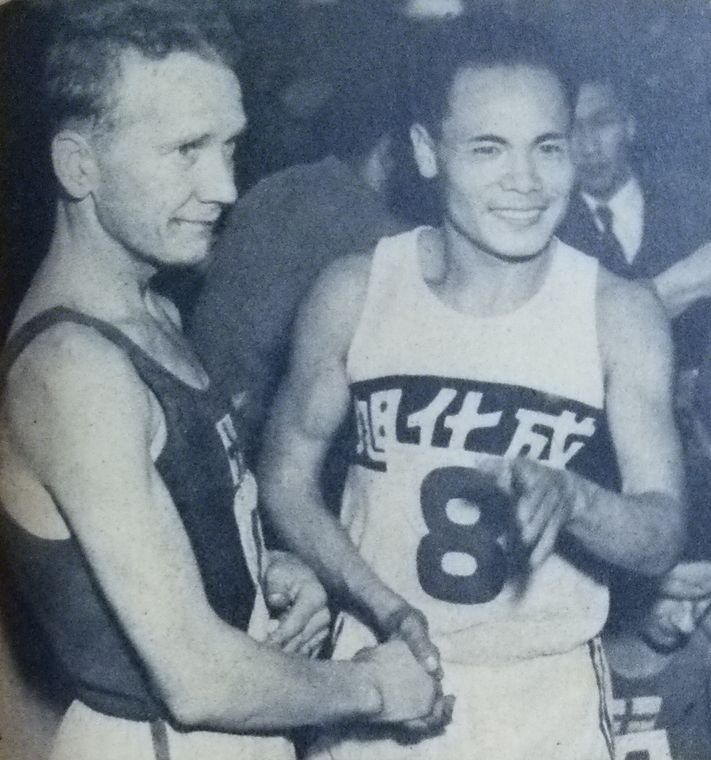
カルボネン（左）とともに（1955年12月11日の第9回朝日国際マラソンにて）

廣島 庫夫（ひろしま くらお、1928年12月5日 - 1996年5月11日）は、日本の陸上競技選手（長距離）。1950年代に日本の男子マラソンの中心選手の一人であった。同じく長距離選手で陸上競技指導者の廣島日出国は甥にあたる。

## 来歴・人物
宮崎県東臼杵郡北郷村（現・美郷町）出身。高等小学校卒業後、1944年に山口県の海軍防府通信学校に進む。通信学校修了後はフィリピンのマニラで軍務に従事した。1945年末に復員後は宮崎の地元で大工の見習いとなる。この頃から走ることに興味を示し、仕事の合間や夜間に一人で脚力を鍛えるためのトレーニングを行っていた。
1949年には競技大会に出場して好成績をあげ、東京で開催された第4回国民体育大会の5000mでは2位に入賞する。これを機に本格的に陸上競技に取り組むこととなり、スカウトを受けて同年12月に旭化成陸上部に入部する。1952年12月、宇部市で開催された朝日マラソン（現・福岡国際マラソン）では、2時間32分41秒で5位に入賞する。翌1953年10月の日本選手権マラソン（東京）で優勝。以後、毎日マラソン（びわ湖毎日マラソンの前身、当時は大阪府で開催）で3回（1955年・1957年・1959年）、朝日国際マラソンで2回（1957年・1959年）、別府大分毎日マラソンで2回（1956年・1958年）の優勝を飾り、それ以外にも何度も上位入賞を果たした。小柄ながら力強いランニングフォームから「重戦車」というニックネームが付けられた。1955年に西日本新聞の第1回西日本スポーツ賞を受賞。
この頃、日本ではボストンマラソンで1953年の山田敬蔵や1955年の浜村秀雄が2時間18分台の記録を出し、山田は当時の世界最高記録、浜村は世界歴代2位とアナウンスされていた。しかし、1957年になって彼らの走ったコースは約835m距離が不足していたことが判明し、記録は取り消された。その結果、1955年5月の毎日マラソン以降は廣島が日本最高記録保持者であったことが改めて確認された。この毎日マラソンで記録した2時間26分32秒は、孫基禎が記録した日本記録を実に20年ぶりに更新するものであった。その後も広島は2度に渡って記録を更新した。結果的に最初の自己の記録更新となった1955年12月の朝日国際マラソンでは、フィンランドのヴェイッコ・カルボネンとの死闘の末、2位だった。日本記録保持者に認定されてから初めて自己記録を更新した1957年12月の朝日国際マラソンでは2時間21分40秒で優勝、2時間20分突破に期待を抱かせた。
しかし、オリンピックでは好成績を残せなかった。1956年メルボルンオリンピックは3時間台の記録で34位、1960年ローマオリンピックは31位の結果に終わる。ローマオリンピック後の1960年10月13日、脊椎分離症を理由に現役引退を発表した。1996年死去。
廣島が果たせなかった2時間20分突破は、彼の引退後まもなく中京大学の中尾隆行が実現。それに続いて寺沢徹・君原健二・円谷幸吉・重松森雄らが活躍する戦後最初の男子マラソン黄金時代を迎える。廣島は戦争による断絶の後、日本の男子マラソンが再び世界のレベルに達するまでの橋渡しをした選手であった。
なお、現役時代は多くのマラソンにマラソン足袋を履いて出場した。戦前から日本では足袋もしくはマラソン足袋を履いてマラソンを走る選手が珍しくなかったが、廣島は一線級の選手としては遅くまでそれを続けた一人である。ただし、最後のレースとなったローマオリンピックでは、他の代表2人（渡辺和己・貞永信義）とともに、オニツカタイガー（現・アシックス）が提供したシューズを履いている。

## 主な成績
- 1953年 日本選手権（優勝） 2時間39分23秒
- 1953年 朝日マラソン（2位）2時間28分97秒
- 1955年 毎日マラソン（優勝） 2時間26分32秒 ※日本最高記録
- 1955年 朝日国際マラソン（2位） 2時間23分51秒 ※日本最高記録
- 1956年 別府大分毎日マラソン（優勝） 2時間26分24秒
- 1956年 メルボルンオリンピック（33位） 3時間04分18秒
- 1957年 中日マラソン（2位） 2時間28分53秒
- 1957年 毎日マラソン（優勝） 2時間31分26秒
- 1957年 日本選手権（2位） 2時間29分44秒
- 1957年 朝日国際マラソン（優勝） 2時間21分40秒 ※日本最高記録
- 1958年 別府大分毎日マラソン（優勝） 2時間25分16秒
- 1958年 毎日マラソン（3位） 2時間33分01秒
- 1959年 別府大分毎日マラソン（3位） 2時間25分30秒
- 1959年 毎日マラソン（優勝） 2時間30分06秒
- 1959年 朝日国際マラソン（優勝） 2時間29分34秒
- 1960年 ローマオリンピック（31位） 2時間29分40秒